# Karl-Erik Eriksson (direktör)
Karl-Erik Gabriel Eriksson, född 28 januari 1886 i Undersåkers församling, Jämtlands län, död 13 augusti 1965 i Västerås domkyrkoförsamling, Västmanlands län
, var en svensk direktör och elektroingenjör.
Han tog examen från KTH 1908, och arbetade där som assistent 1908-1912. Han arbetade också som ingenjör vid Patent- och registreringsverket 1910-1912, studerade i USA 1912-1915, var föreståndare för ASEA:s materiallaboratorium i Västerås 1915-1920, var överingenjör vid ASEA:s Ludvikaverk 1920-1940, och därefter direktör vid ASEA i Västerås.
Eriksson invaldes 1933 som ledamot av Ingenjörsvetenskapsakademien (IVA) och blev 1949 hedersdoktor vid Kungliga Tekniska högskolan. Han tilldelades 1951 IVA:s stora guldmedalj tillsammans med Ragnar Liljeblad med motiveringen för deras insatser för utvecklingen av den elektrotekniska produktionen.